# 処女の生血
『処女の生血』（しょじょのいきち、英：Blood for Dracula）は、1974年に製作されたアメリカ合衆国のホラー映画。監修はアンディ・ウォーホル、製作はカルロ・ポンティとアンドリュー・ブランスバーグ、監督・脚本は『悪魔のはらわた』のポール・モリセイ、撮影はルイジ・クヴェイラー、音楽はクラウディオ・ジッツィが各々担当。

## キャスト
- 使用人マリオ：ジョー・ダレッサンドロ
- ドラキュラ伯爵：ウド・キア
- 村人：ロマン・ポランスキー - 『テス』などの映画監督。
- ディ・フィオリ侯爵：ヴィットリオ・デ・シーカ - 『自転車泥棒』などの映画監督。
- アントン：アルノ・ジュエギング
- マキシム・マッケンドリー
- ルビニア：ステファニア・カッシーニ
- ドミニク・ダレル
- シルヴィア・ディオニシオ（フランス語版）